# 中矢力
中矢力（1989年7月25日—）是一名日本柔道運動員，曾代表國家參加2012年倫敦奧運的男子73公斤級柔道比賽，獲得一面銀牌。

## 外部連結
- JudoInside.com（页面存档备份，存于）